# Hugo Cordignano
Hugo Cordignano, auch Ugo Cordignano (* 20. Mai 1882 in Moggio Udinese, Königreich Italien; † 28. März 1959 in Graz), war ein italienisch-österreichischer Maler, Bildhauer, Musiker und Komponist.

## Leben
Hugo Cordignano war ein Sohn des Architekten und Baumeisters Max Cordignano. Er studierte von 1898 bis 1901 Bildhauerei an der Accademia di belle arti di Venezia und im Anschluss an der Accademia di San Luca.
Er verstand sich selbst zeitlebens primär als Musiker. Mit der bildenden Kunst verdiente er vorrangig seinen Lebensunterhalt. Nachdem er als Musiker und Bildhauer in München und Stuttgart sowie dann als Bildhauer in Wien tätig gewesen war, bildete er sich 1912 in München im Fach Malerei bei Hermann Groeber weiter. Ein Jahr später heiratete er und ließ sich in Bad Aussee nieder. Von 1913 bis 1914 spielte er in Pietro Mascagnis Opernorchester in Udine die erste Geige, bevor er im Ersten Weltkrieg von 1914 bis 1918 als Soldat diente. Nach Kriegsende arbeitete er als freischaffender Künstler in Bad Aussee. 1930 erbaute er dort nach eigenen Plänen sein Atelierhaus, war Gründungsmitglied der dortigen Kunstgemeinschaft und danach in deren Vorstand aktiv.
Auf einer Italienreise wurde er 1936 wegen Spionageverdachts inhaftiert; Italien war mittlerweile von Benito Mussolini regiert. Damit verbunden wurden sein Atelierhaus und seine Gemälde beschlagnahmt und versteigert.
Nach dem Zweiten Weltkrieg nahm er 1946 die österreichische Staatsbürgerschaft an. 1951 erkrankte er an Kinderlähmung. Nach einem Schlaganfall im Jahr 1953 war er gänzlich pflegebedürftig. 1955 brannte es in seinem Atelier. Ab 1956 lebte er im Pflegeheim. Nach seinem Tod wurde ein großer Teil seines Nachlasses zur Schuldentilgung versteigert.
Werke von Cordignano befinden sich zum Teil in Museen und werden auch heute gehandelt.

## Ehrungen
- 1919: Silbermedaille der Stadt Graz für das Gemälde „Wäscherinnen“ (Neue Galerie Joanneum)
- Benennung der Hugo-Cordignano-Promenade, Bad Aussee